# Tren de ruedas

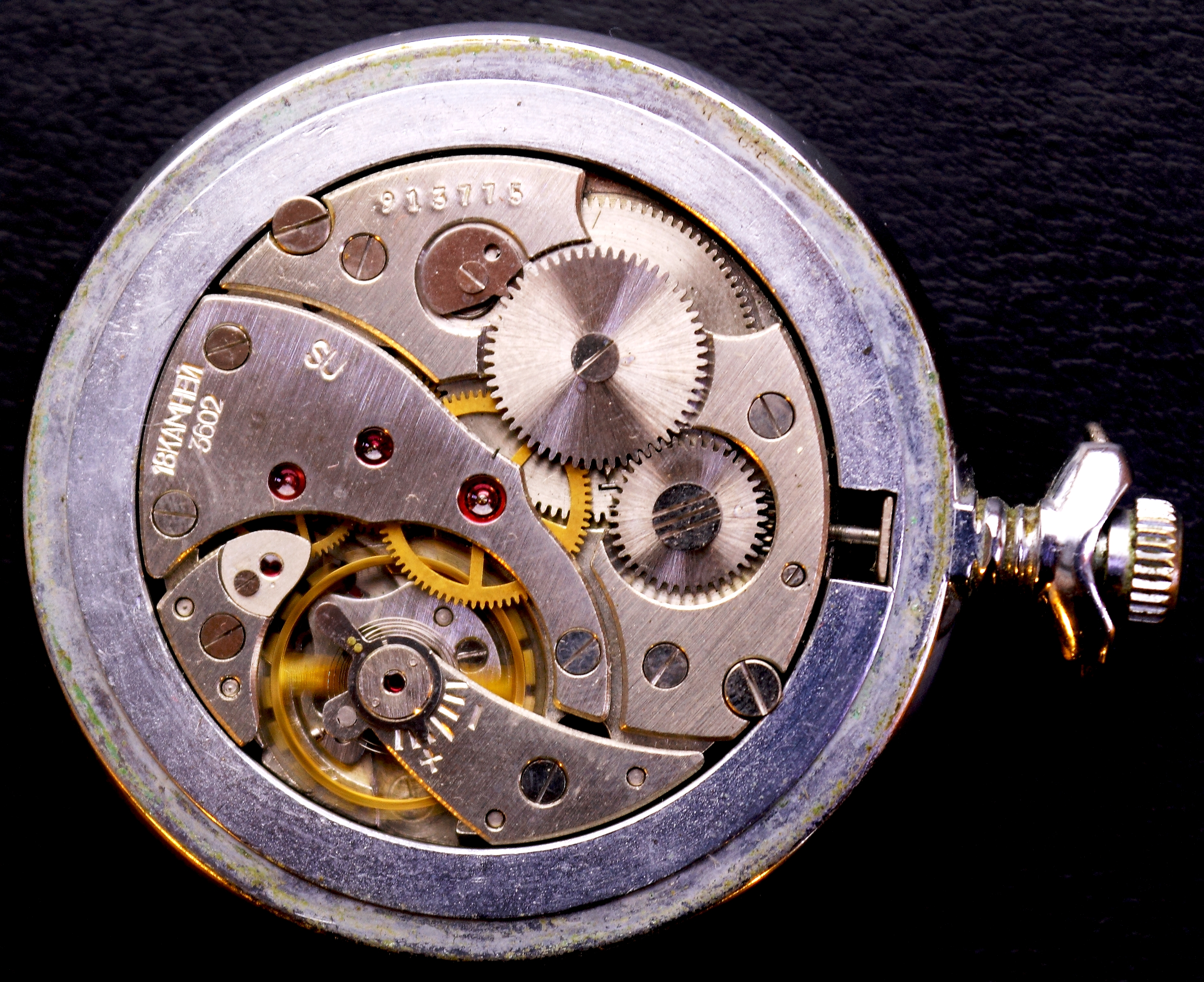
Vista exterior del tren de ruedas de un reloj de bolsillo

En cronometría, un tren de ruedas (o simplemente tren) es el reductor de velocidad de un reloj mecánico. Aunque el término se utiliza para otros tipos de sistemas de engranajes, la larga historia de los relojes mecánicos ha creado una terminología tradicional para este tipo de dispositivos, que no se utiliza en otras aplicaciones de los engranajes.
Los movimientos de los relojes de pulsera están muy estandarizados, y en consecuencia, los trenes de ruedas de la mayoría de los relojes tienen las mismas piezas. Por el contrario, los trenes de ruedas de otros tipos de relojes son un poco más variados, con diferentes cantidades de ruedas según la configuración del reloj y de la cantidad de horas que el reloj emplea en cada vuelta completa a la esfera. Sin embargo, en ambos casos comparten la misma terminología y son lo suficientemente similares como para que se puedan describir conjuntamnete. Los engranajes grandes de los relojes se denominan generalmente "ruedas", los engranajes más pequeños con los que engranan (de grande a pequeño) se denominan "piñones" y los ejes en los que se montan las ruedas y los piñones se denominan "árboles". Las ruedas se montan entre las placas del movimiento, con los ejes pivotando en los orificios practicados al efecto. Estos orificios tienen unas depresiones semicirculares a su alrededor, llamadas copas de aceite, cuya función es mantener el lubricante en contacto con el eje por acción capilar. Hay varios trenes de ruedas en un reloj típico.

## Tren de avance

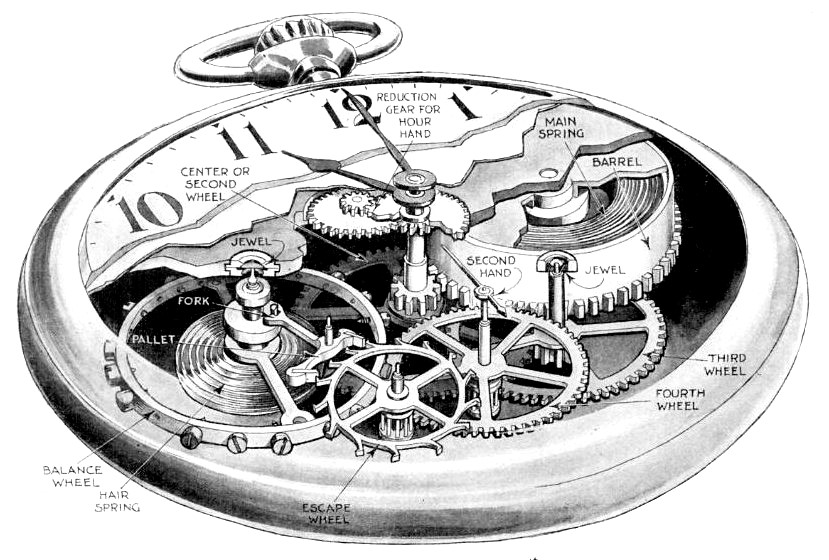
Dibujo en sección de un reloj de bolsillo, con los nombres de los engranajes en inglés

El tren de avance es el sistema de ruedas principal del reloj. Consiste en un conjunto de engranajes que transmiten la fuerza suministrada por la fuente de energía del reloj (un resorte motor o un peso), al mecanismo de escape con el fin de impulsar el péndulo o volante regulador. El tren de engranajes tiene dos funciones. Primero, aumenta la velocidad de rotación del resorte principal o polea del peso. Esto permite el uso de un resorte principal muy fuerte y de giro lento o de una masa muy pesada, que harán funcionar el reloj durante días o semanas. En segundo lugar, sus relaciones de reducción dividen la rotación de la rueda de escape en unidades de tiempo convenientes de segundos, minutos y horas, para hacer girar las manecillas del reloj. Las ruedas del tren de engranajes son las únicas que están bajo carga en un reloj, ya que soportan el par de giro constante del resorte principal que se aplica al escape, por lo que  son las únicas que sufren un desgaste significativo. En algunos relojes de alta calidad los ejes disponen de cojinetes de joya, comúnmente conocidos como "rubíes". El tren de engranajes en un reloj o reloj moderno consta de:
- Primera o gran rueda, unida al resorte principal o al barrilete del cable, y sujeta por un trinquete, que permite dar cuerda al resorte principal o barrilete del cable sin girar la rueda. La primera rueda hace girar el piñón de la rueda central.
- Central o segunda rueda, que gira una vez por hora. Su piñón es accionado por los dientes del barrilete del resorte motor en los relojes de resorte, y por la polea del contrapeso en los de péndulo. Su eje sobresale a través de un orificio en la esfera del reloj y acciona, a través de un acoplamiento de fricción, el piñón del cañón, que impulsa la aguja del minutero. También acciona el piñón de la tercera rueda. En los relojes de pulsera con segundero central (es decir, con el segundero pivotado coaxialmente con las manecillas de minutos y horas), esta rueda está colocada descentrada para permitir que la cuarta rueda se coloque en el centro del movimiento. En esta disposición, la rueda se llama segunda rueda, porque sigue siendo la segunda rueda del tren, pero ya no está en el centro del movimiento.
- Tercera rueda, que acciona el piñón de la cuarta rueda. Se llama tercera rueda porque el barrilete del resorte motor es la primera rueda, y la rueda central es la segunda rueda del tren de engranajes.
- Cuarta rueda que, en los relojes con el segundero en una subesfera, gira una vez por minuto y su eje sobresale a través de la esfera principal y sostiene el segundero. La cuarta rueda también hace girar el piñón de la rueda de escape. Muchos relojes no necesitan esta rueda debido a que sus escapes se mueven más lentamente, en cuyo caso, la tercera rueda impulsa directamente la rueda de escape.
- Rueda de escape, de la que el mecanismo de escape libera un diente cada vez, con cada oscilación del péndulo o volante. La rueda de escape mantiene el péndulo o volante oscilando dándole un pequeño impulso cada vez que se mueve hacia adelante.

## Mecanismo de movimiento

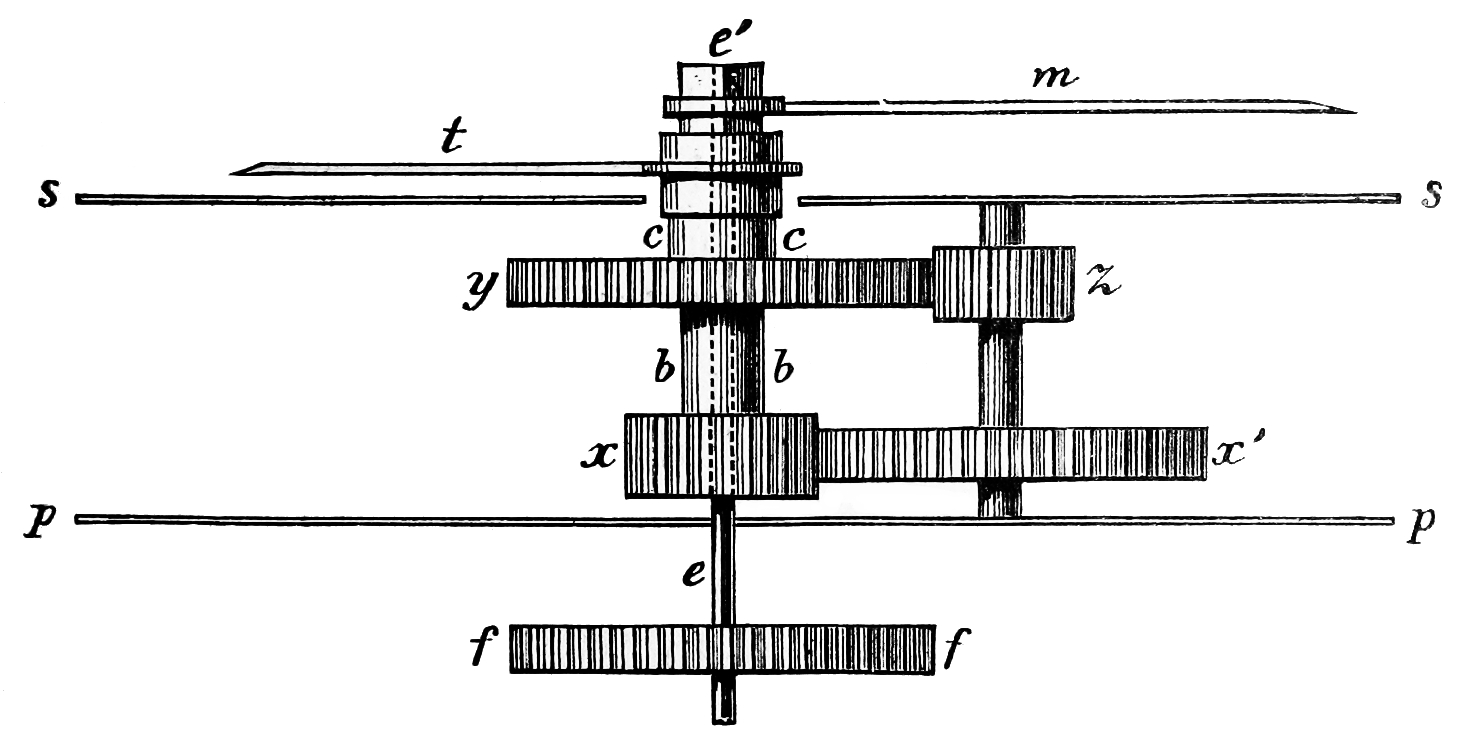
Mecanismo de avance de un reloj, mostrando (f) rueda central, (x,b) piñón del cañón, (x') rueda de minutos, (y,c) rueda de horas, (t) manecilla de la hora, (m) manecilla de los minutos

El mecanismo de movimiento es el pequeño tren de engranajes con la relación de reducción de 12 a 1 que hace girar la aguja horaria con respecto a la aguja del minutero. Está unido al tren de engranajes mediante el acoplamiento de fricción del piñón del cañón, por lo que las manecillas de minutos y horas se pueden girar para ajustar la hora. Suele estar situado en la parte exterior de la placa frontal del mecanismo, justo debajo de la esfera. Consta de:
- Un piñón del cañón con un eje hueco que encaja por fricción sobre el eje de la rueda central, sobresale por la cara exterior de la esfera y sujeta el minutero. Mientras el reloj no se está ajustando, este es girado por la rueda central y acciona la rueda de los minutos. Mientras se está ajustando, es girado por el mecanismo de ajuste (en los relojes modernos, una perilla de ajuste en la parte posterior del reloj). Durante el ajuste es girado por la rueda de minutos, que es girada a su vez por un mecanismo sin llave. En los relojes más antiguos, el ajuste se hacía abriendo la esfera y empujando manualmente la manecilla de los minutos, que giraba directamente el piñón del cañón.
- Una rueda de minutos, cuyo piñón impulsa la rueda de las horas. Durante el ajuste, es girada por la rueda intermedia en el mecanismo sin llave y hace girar tanto el piñón del cañón como la rueda de las horas, moviendo las manecillas.
- Una rueda de las horas que se ajusta sobre el eje del piñón del cañón y cuyo eje sostiene la manecilla de las horas. La rueda de las horas gira una vez cada 12 rotaciones del piñón del cañón.

## Mecanismo sin llave
Usados en relojes de pulsera de cuerda, los mecanismos sin llave son los engranajes que dan cuerda al resorte principal cuando se gira la corona, y que cuando se saca la corona permiten ajustar las manecillas del reloj. El término se originó porque, antes de que el relojero francés Adrien Philippe inventara la forma moderna de mecanismos sin llave en 1843, los relojes se daban cuerda y se ajustaban insertando una llave separada en los agujeros de la parte posterior y haciéndola girar. El núcleo del mecanismo sin llave es un engranaje en el "eje de cuerda" del reloj, el "embrague" (o "rueda de castillo" en Gran Bretaña), con dos juegos de dientes de engranaje axiales, que se deslizan hacia adentro y hacia afuera. Cuando se empuja el vástago hacia adentro, una palanca desliza el embrague hacia afuera, y el juego de dientes externo engrana un pequeño tren de ruedas que hace girar el eje del resorte principal, dando cuerda al resorte motor. Cuando se saca el vástago, el embrague se desliza hacia adentro, y los dientes internos engranan con otra rueda, que hace girar la rueda de las horas en el mecanismo de movimiento, haciendo girar las manecillas del reloj.

## Tren de sonería
En los relojes de sonería, el "tren de sonería" es un tren de engranajes que acciona un pequeño martillo para marcar las horas en un gong. Generalmente es impulsado por una fuente de energía separada pero idéntica al tren de marchas. En los relojes antiguos, para ahorrar costos, a menudo era idéntico al tren de marchas, y se montaba paralelo a él en el lado izquierdo cuando se miraba hacia el frente del reloj.